# 横浜大空襲

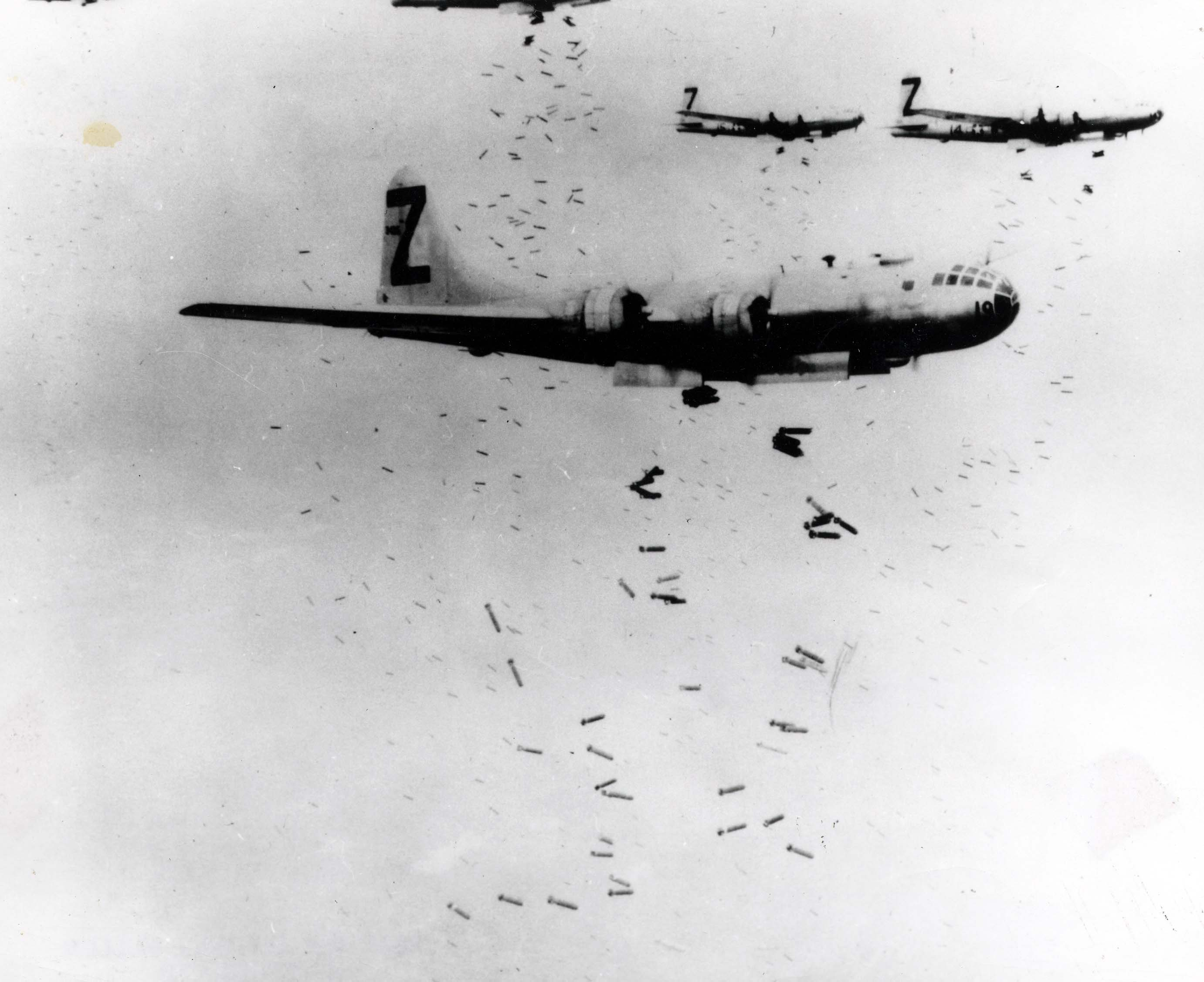
横浜を空襲中のB-29

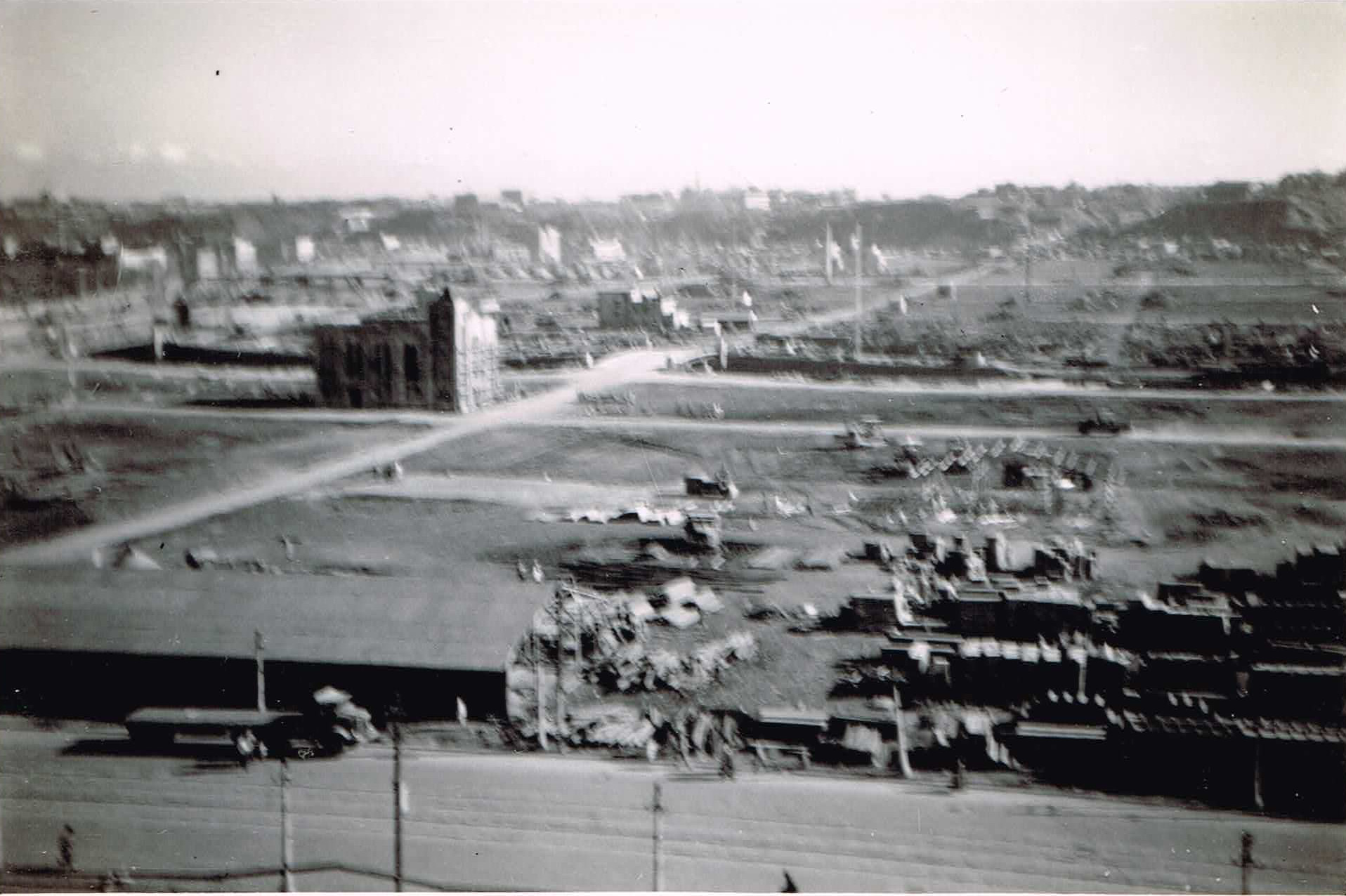
空襲後の横浜

横浜大空襲（よこはまだいくうしゅう、Bombing of Yokohama）は、第二次世界大戦末期の1945年（昭和20年）5月29日の昼間にアメリカ軍によって横浜市中心地域に対して行われた無差別爆撃である。B-29爆撃機 517機・P-51戦闘機 101機による焼夷弾攻撃で、約8千から1万名の死者を出した。

## 概要
工業地、商業地、住宅地及びこれらの混在地が、焼夷弾攻撃でどのように燃えていくかのデータを当時のアメリカ軍は得ておらず、当空襲は、そのデータ収集のための実験的攻撃であった。1時間余に2570トンの焼夷弾を投下、燃えやすい木造住宅の密集地を事前に綿密に調べ上げ、焼夷弾で狙い撃ちにする作戦だったことが、アメリカ軍資料を分析した日本人研究家によって明らかにされた。最初から非戦闘員を狙った住民標的爆撃であり、それは東京や大阪など他都市の空襲にも通じるという。
アメリカ軍は攻撃目標を東神奈川駅、平沼橋、横浜市役所、日枝神社、大鳥国民学校の5ヶ所に定めて襲撃し、特に被害が甚大だったのは、現在の神奈川区反町、保土ケ谷区星川町、南区真金町地区一帯とされている。
これらのうち星川町が攻撃を受けたのは被服廠があったからである。また横浜市立大鳥小学校は焼け残り、この小学校は戦後に自殺を図った東條英機元首相を収容した病院となった。
京浜急行電鉄黄金町駅周辺一帯は、東急湘南線の上下線に停車中の電車から空襲警報発令と共に退避中の利用客も被害に遭遇し、多数の焼死体が累々と折り重なった所である。また同線の平沼駅は前年に廃駅となっていたが、焼夷弾によって壊滅的被害を受け、その鉄骨が1999年（平成11年）まで架線柱代わりに残されていた。建立中だった護国神社（現三ツ沢公園）も本殿などすべてを焼失した。
白昼の空襲であったことから、第三〇二海軍航空隊（厚木海軍飛行場駐在）の零戦と雷電や、第十飛行師団（天翔）の屠龍・鐘馗などの戦闘機、高射第一師団（晴兵団）の八八式七糎野戦高射砲の活躍でB-29を7機撃墜、175機に損害を与えた。
被害面積は、17,8平方キロ、市域臨海部の34パーセントが壊滅、市の中心部で無事だったのは山手地区の大部分と山下公園付近のみ。臨海部の軍需工場よりも人口密集地域を破壊した。
尚、前日の5月28日は、アメリカで第三回原爆投下目標地選定委員会が開かれており、横浜は候補地から除外が決定された。それまで横浜は原爆候補地として、アメリカ政府は原爆の威力を見せつけるため大規模空襲することを禁止していた。